# エドワード・ダレル・ストーン

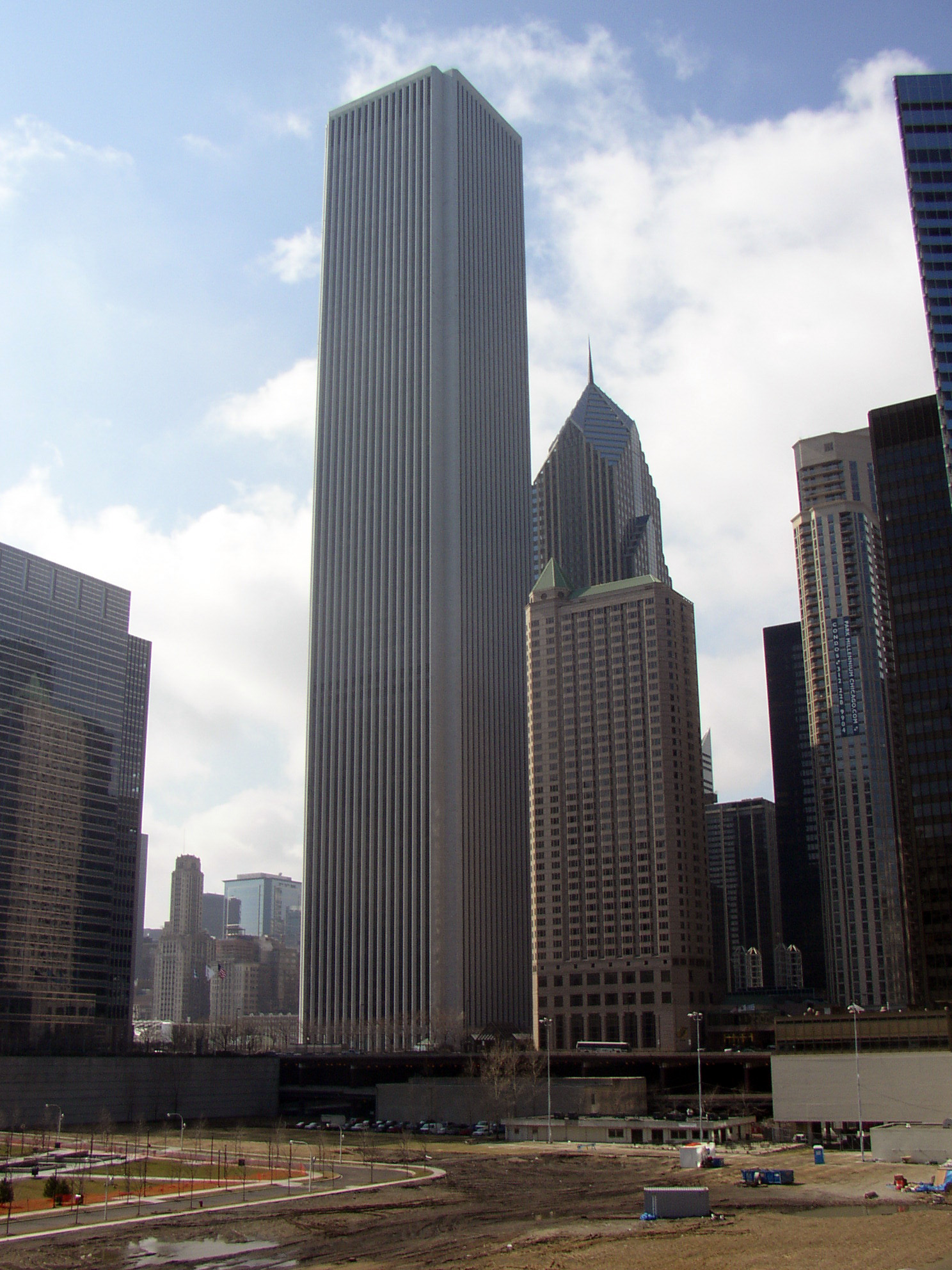
AONタワー、シカゴ

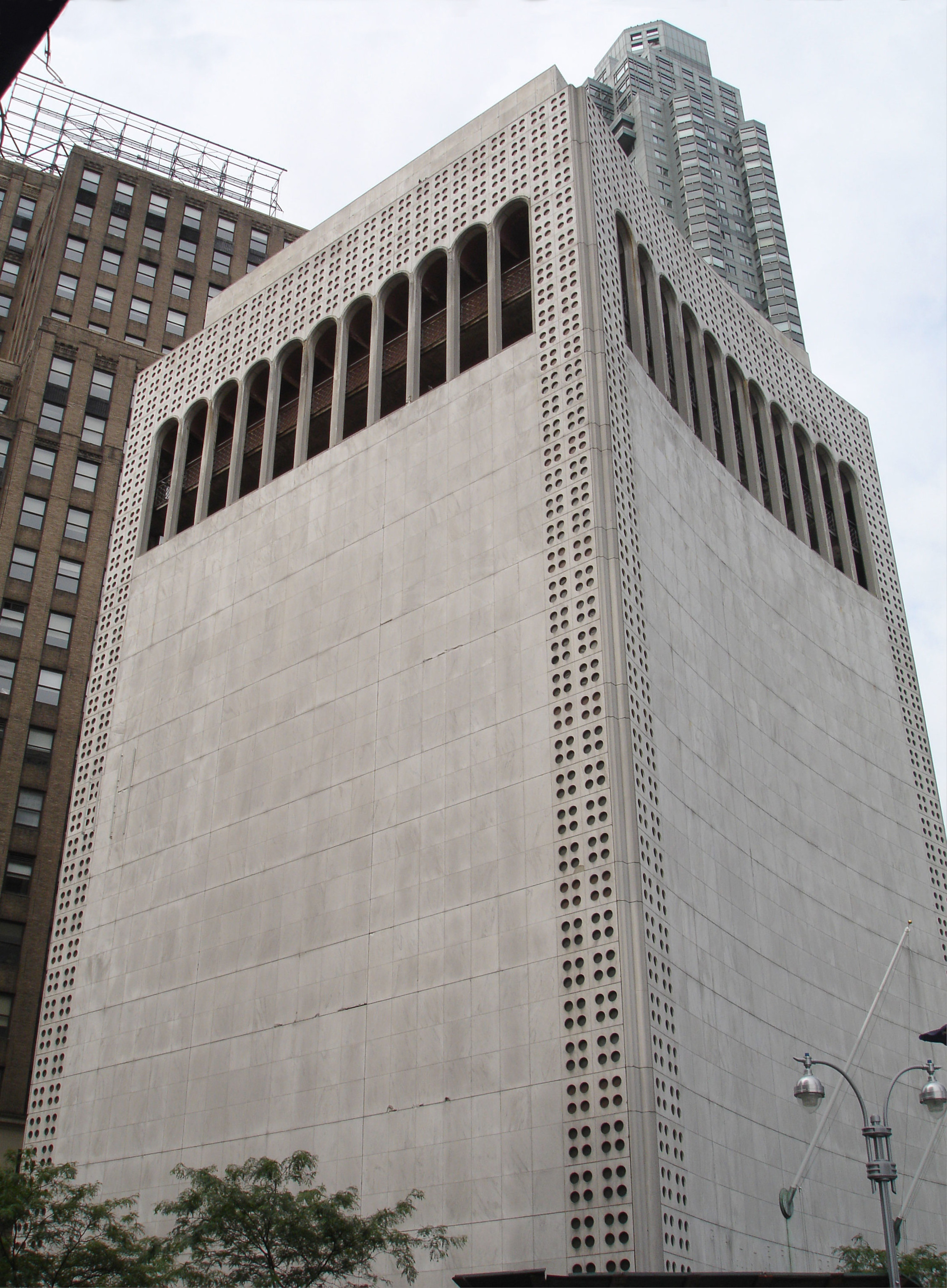
2コロンバス・サークル、ニューヨーク

エドワード・ダレル・ストーン（Edward Durell Stone、1902年3月9日－1978年8月6日、アーカンソー州フェイエットビル生まれ）はモダニズム建築を多く設計した、20世紀のアメリカ合衆国の建築家。

## 来歴
ストーンはハーバード大学およびマサチューセッツ工科大学を卒業後、1936年にニューヨークに設計事務所を構えた。当初はインターナショナル・スタイル建築を忠実にアメリカ式に翻訳したような建築を設計していたが、1950年代にモダニズムから距離を置き、装飾的な模様を取り入れるなどの個人的で風変わりな表現を獲得した。周囲にいた人々によればこれは妻の影響が大きかったという。モダニズムの裏切り者として扱われながら、ストーンはアメリカ内外の大きな契約を受注し、多くの建物を設計し続け1978年ニューヨークで死去した。
彼の設計した建築が相次いで取り壊しや全面改装をされるようになり、改めて彼の生涯や経歴に注目が集まっている。セントルイスのブッシュ・メモリアル・スタジアムは取り壊され、ニューヨークの2コロンバス・サークル（2 Columbus Circle）もその将来をめぐって議論を起こした。これはヴェネツィア式のモチーフを繰り返す不思議な模様をまとい、大理石に覆われた外壁を内側にカーブさせた、卓越した建築であり、線状細工のような銃眼風の窓が外壁両側にあるほかは列柱のならぶ上層階まで窓がない。もとは美術館として発注されながら後に市に譲渡され、DOCOMOMOによって保存すべきランドマークとしてリストアップされていたが、市当局は全面改装に着手しそのデザインはほとんど失われることになっていた。作家のトム・ウルフや建築家のロバート・A・M・スターンなどニューヨークの著名人たちが保存を訴え、国際的にも保存運動が起こったが、結局改装工事は進められている。

## 重要な建築
- ラジオシティ・ミュージックホール（1932年）
- ニューヨーク近代美術館（フィリップ・S・グッドウィンと、1939年）
- ハーヴェイ・マッド・カレッジ（1955年）
- ニューヨークの自宅（1956年）
- ニューデリー・アメリカ大使館（1958年）
- ブリュッセル万博アメリカ館（1958年）
- 2コロンバス・サークル（1962年、2006年全面改装）
- カリフォルニア工科大学ベックマン・オーディトリアム（1964年）
- ワシントンD.C.、ナショナルジオグラフィック協会ビル（ナショナル・ジオグラフィック・ビル、1964年）
- ポンセ (プエルトリコ)、ポンセ美術館（1964年）
- セントルイス、ブッシュ・スタジアム（1966年、2005年解体）
- ニューヨーク州オールバニ、ニューヨーク州立大学オールバニ校（1968年）
- ワシントンD.C.、ケネディ・センター・フォー・パフォーミング・アーツ（1971年）
- シカゴ、AONセンター（もとスタンダード・オイル・ビルディング、1972年）
- フォートワース市庁舎（1975年）
- フロリダ州会議事堂（1977年）
- ペプシコ世界本社